# Cua de ventall de Peleng
El cua de ventall de Peleng (Rhipidura habibiei) és un ocell de la família dels dicrúrids (Dicruridae) de recent descripció. Conegut en anglès com Peleng fantail (cua de ventall de Peleng)

## Hàbitat i distribució
Habita els boscos de l'illa de Peleng, propera a Sulawesi.

## Taxonomia
Aquesta espècie va ser descrita l'any 2020 per Rheindt et al.